# Bacopa
Bacopa este un gen de plante din familia  Scrophulariaceae.

## Specii
Cuprinde circa 65 specii